# 吉見友貴
吉見 友貴（よしみ ゆうき、2000年5月7日 - ）は、日本のピアニスト。

## 経歴
5歳よりピアノを始める。高校2年在学中、第86回日本音楽コンクールピアノ部門で最年少優勝を果たす。
2021年エリザベート王妃国際音楽コンクールピアノ部門セミファイナリスト。2022年ヴァン・クライバーン国際ピアノコンクールクォーターファイナリスト。第4回マンハッタン国際音楽コンクールピアノ部門にて銀メダルを受賞。2015年アリオン桐朋音楽賞受賞。
2019年度、2020年度ローム・ミュージック・ファンデーション奨学生。2020年度江崎スカラシップ奨学生。第51回江副記念リクルート財団奨学生。
現在、ニューイングランド音楽院でダン・タイ・ソンの指導を受けている。このほかアレクサンダー・コルサンティア、上野久子、伊藤恵の各氏に師事。

## 上記以外の受賞歴
- 2014年 - 第68回全日本学生音楽コンクール中学校の部東京大会第1位
- 第1回桐朋学園全国ジュニア音楽コンクール[7]中学生の部第1位
- 第1回デザインK国際ピアノコンクール中学生の部第1位並びにグランプリ第1位
- 2016年 - 第8回安川加壽子記念コンクール第2位
- 2017年 - 第8回桐朋ピアノコンペティション第1位

## ディスコグラフィー
| No | リリース日    | タイトル            | レーベル   | 規格  | 規格品番   |
| -- | ------------- | ------------------- | ---------- | ----- | ---------- |
| 1  | 2024年5月22日 | LISZT: PIANO SONATA | コロムビア | UHQCD | COCQ-85625 |

### 音楽配信
- 吉見友貴 - mora
- 吉見友貴 - YouTube Music チャンネル
- 吉見友貴 - Spotify
- 吉見友貴 - Apple Music

### 動画
- Yuki Yoshimi - Queen Elisabeth Competition 2021 - First round - YouTube
- Chopin Barcarolle in F sharp major op. 60 - Yuki Yoshimi - Queen Elisabeth Competition 2021 - YouTube
- Liszt Etude d'exécution transcendante n. 12 - Yuki Yoshimi - Queen Elisabeth Competition 2025 - YouTube